# Кастальди, Памфилио
Памфилио Кастальди (итал. Castaldi; около 1430[…], Фельтре, Венеция — 1487[…], Задар) — считался в Италии изобретателем подвижных букв, за что ему воздвигнут в 1868  памятник в Фельтре.
Стихотворения Кастальди не имели большого успеха. Существует предположение, что он знал Фуста, которому по дружбе открыл секрет использования подвижных букв.